# Natalia Fedoskina
Natalia Fedoskina (25 de junio de 1980) es una atleta rusa especializada en marcha atlética.
Entre sus participaciones en la Copa del Mundo de Marcha Atlética cabe destacar la del año 1999, celebrada en la ciudad francesa de Mézidon-Canon, en que consiguió el segundo puesto, y la del año 2002, celebrada en Turín, donde consiguió el tercer puesto.
| Mejores marcas personales | Mejores marcas personales | Mejores marcas personales | Mejores marcas personales |
| Distancia                 | Tiempo                    | Lugar                     | Fecha                     |
| ------------------------- | ------------------------- | ------------------------- | ------------------------- |
| 3.000 m.                  | 12:17.81                  | Formia, Italia            | 3 de junio de 2000        |
| 10 km.                    | 43:58                     | Mézidon-Canon, Francia    | 2 de mayo de 1999         |
| 20 km.                    | 1h:26:50                  | Dudince, Eslovaquia       | 19 de mayo de 2001        |